# Une histoire entre mille
Pour plus de détails, voir Fiche technique et Distribution.
Une histoire entre mille est un film français réalisé par Max de Rieux et sorti en 1931.

## Fiche technique
- Titre : Une histoire entre mille
- Réalisation : Max de Rieux
- Scénario : Jean Bouchor
- Photographie : Georges Raulet et Pierre Watel
- Musique : Georges Grecourt
- Société de production : Union générale cinématographique
- Pays :  France
- Durée : 60 minutes
- Date de sortie : France - 1931

## Distribution
- Jeanne Helbling
- Jeanne Fusier-Gir
- Madeleine Guitty
- André Nox
- Pierre Nay